# Große Kunstausstellung NRW Düsseldorf
Die Große Kunstausstellung NRW Düsseldorf, vormals Große Kunstausstellung Düsseldorf bzw. Große Kunstausstellung NRW, heute kurz auch als Die Große bezeichnet (Eigenschreibweise DIE GROSSE), ist eine internationale Kunstausstellung und Kunstmesse, zu der professionelle Akteure aus einem breiten Spektrum der bildenden Kunst alljährlich in das Museum Kunstpalast und das NRW-Forum nach Düsseldorf eingeladen werden. Sie gilt als die größte von Künstlern für Künstler organisierte Kunstausstellung Deutschlands. Veranstalter ist der 1898 in Düsseldorf entstandene Verein zur Veranstaltung von Kunstausstellungen.

## Geschichte

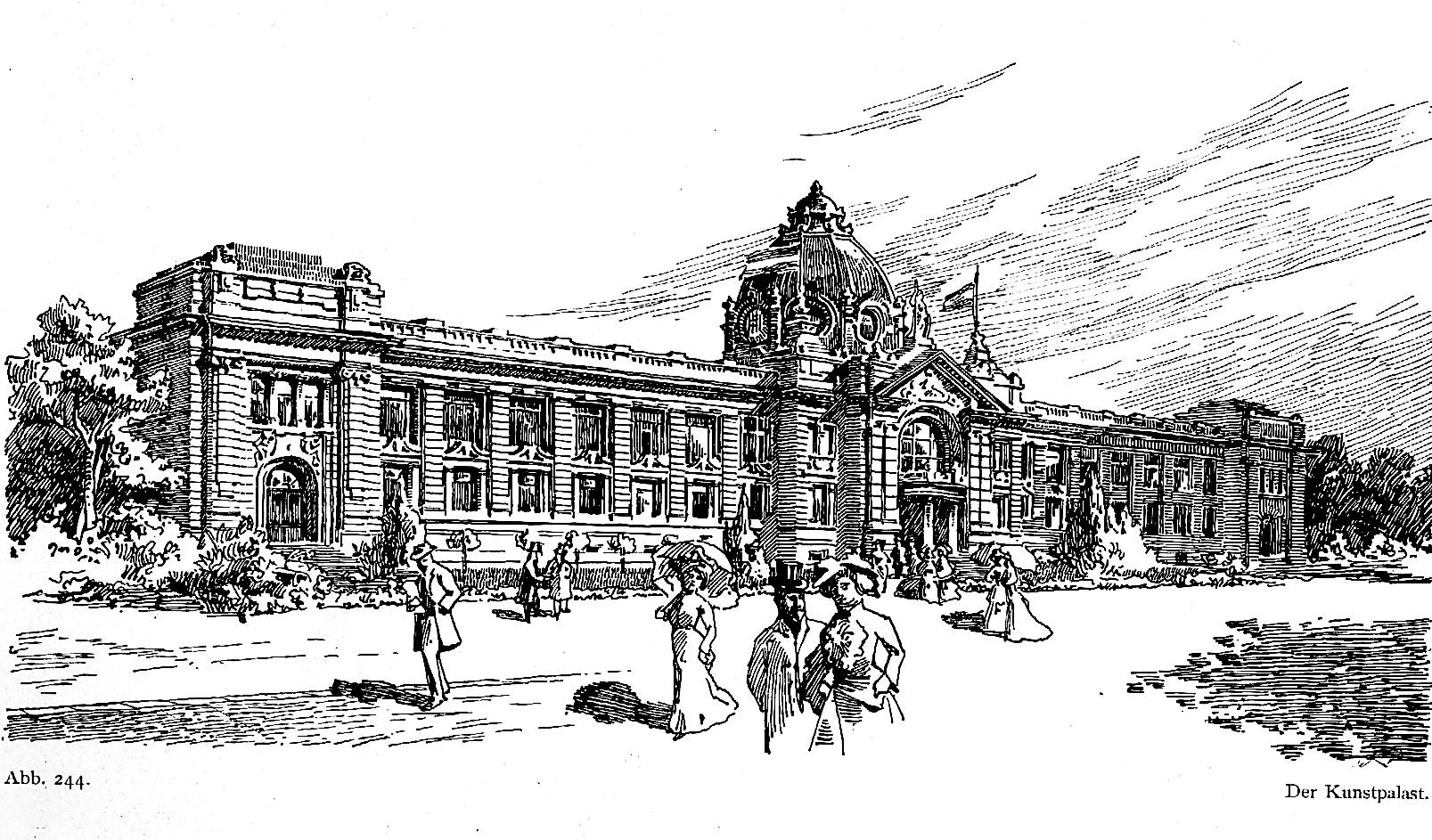
Alter Kunstpalast, um 1903

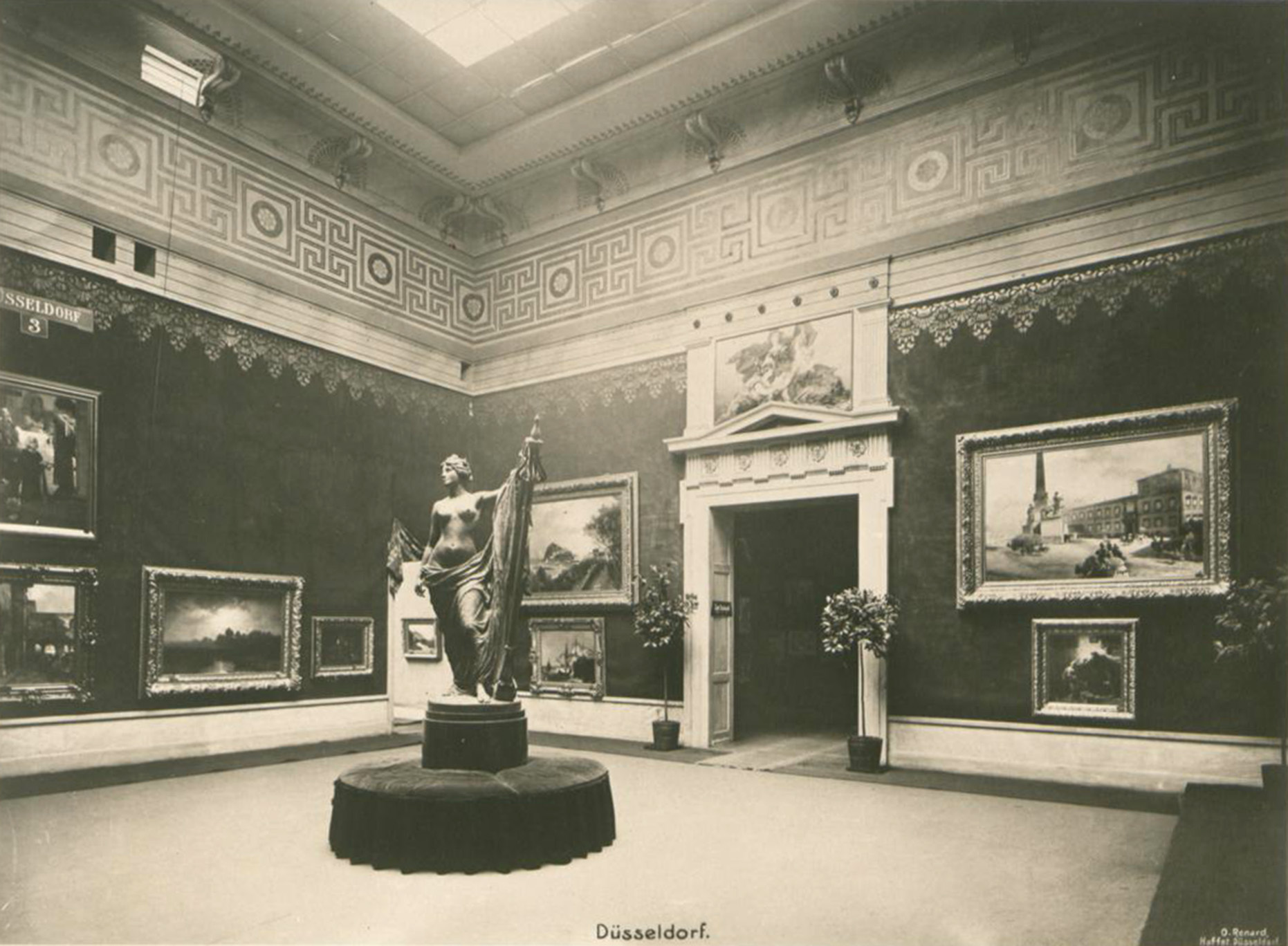
Kunstpalast, Ausstellungsraum „Düsseldorf“, 1902

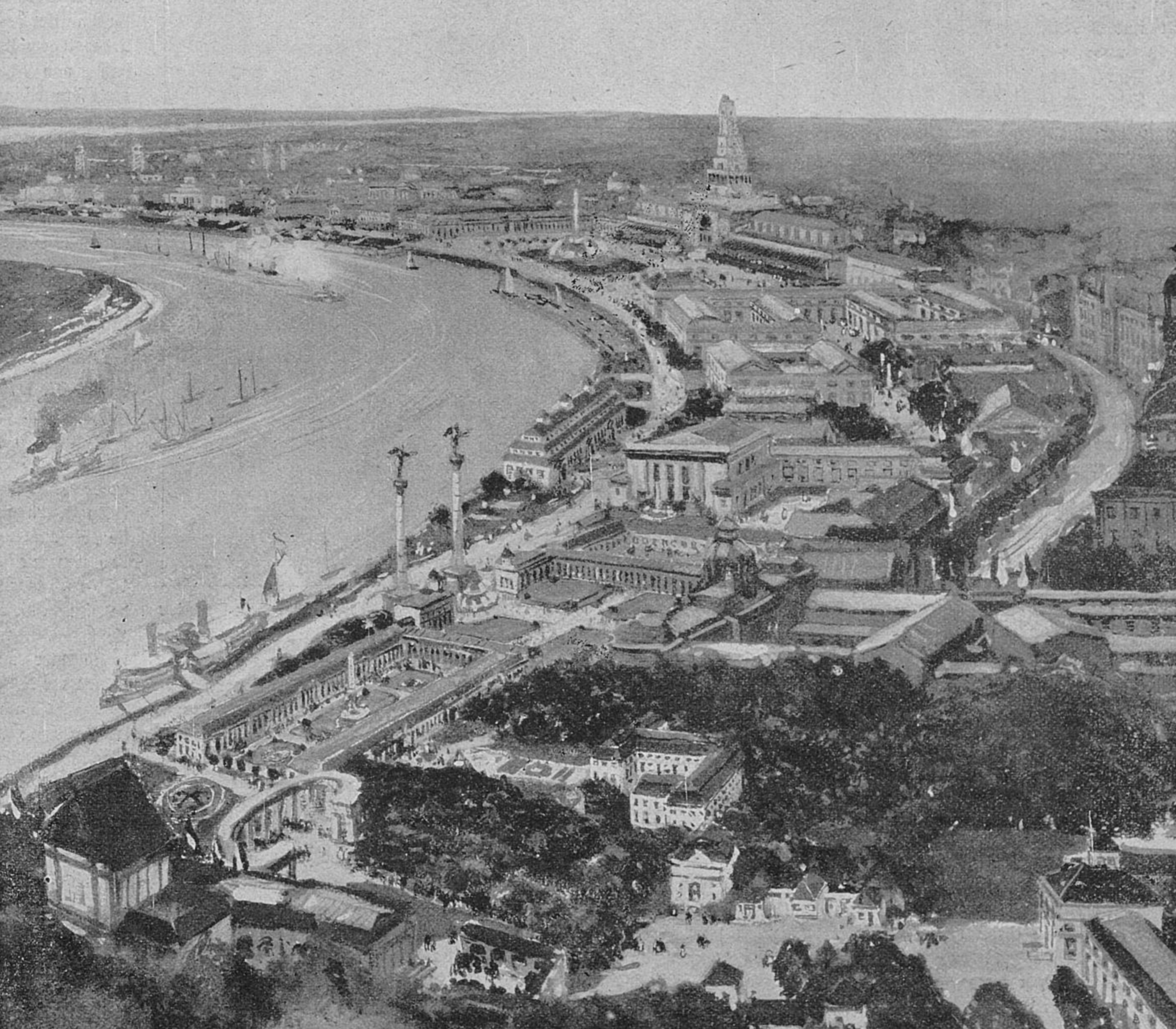
Nicht realisiertes Konzept der Großen Ausstellung 1915, Aquarell von Heinrich Hermanns, Mai 1914

Nach dem Vorbild des ab 1897 errichteten Petit Palais der Weltausstellung Paris 1900 ersehnten sich Protagonisten der Düsseldorfer Künstlerschaft im Verein der Düsseldorfer Künstler und um Fritz Roeber, damals Sekretär der Kunstakademie Düsseldorf, ab 1908 deren Direktor, ein Gebäude für repräsentative Kunstausstellungen in Düsseldorf. Hierzu riefen sie 1898 den Verein zur Veranstaltung von Kunstausstellungen ins Leben. Der Verein, der am 31. Mai 1900 förmlich gegründet wurde, residierte im Malkasten-Haus. Sein bauliches Ziel erreichte der Verein, als 1902 der Ausstellungspalast der Industrie- und Gewerbeausstellung Düsseldorf nach Plänen von Albrecht Bender und Eugen Rückgauer eröffnet wurde, der bald den Namen Kunstpalast erhielt. Zunächst war der den Künstlern versprochene Kunstpalast noch mit Schulden belastet, doch konnte durch die Große Kunst- und Gartenbauausstellung Düsseldorf 1904 bereits soviel Gewinn erwirtschaftet werden, dass den Anteilseignern ihre Einlagen ausbezahlt wurden und die Stadt Düsseldorf dem Verein ein dauerhaftes Ausstellungsrecht einräumte. Die dann ab 1906 – meist im Abstand von zwei Jahren – veranstalteten Ausstellungen trugen den Namen Große Kunstausstellung Düsseldorf. 1913 vermerkte ein Kulturjournalist, dass die Kulturmetropole Düsseldorf durch die großen Kunstausstellungen, die in dem Kunstpalast seit 1902 stattgefunden hatten, einen „unverkennbaren Aufschwung“ erfahren habe, dass das „Märchen von der Rückständigkeit der Düsseldorfer Kunst, das draußen gewohnheitsmäßig aufgetischt wird“, nicht zutreffe und dass es in Düsseldorf wie in einem „Hexenkessel der künstlerischen Anschauungen“ brodele und gähre. Auch „Eigenbrödler“ wie der Sonderbund und ihre Leiter, August Deusser und Max Clarenbach, seien „friedlich in den Kunstpalast zurückgekehrt“ und benähmen sich „wie artige Düsseldorfer Kinder“. Für das Jahr 1915 wurde in Verbindung mit einer Industrie- und Gewerbeausstellung eine „Große Ausstellung“ geplant, deren Ausführung nach Plänen von Wilhelm Kreis der Ausbruch des Ersten Weltkriegs verhinderte.
Durch Teilnahme an der Eröffnung der Ausstellung des Jahres 1920 bekundete der preußische Kultusminister Konrad Haenisch den hohen Stellenwert der Ausstellung für die Kulturpolitik des Freistaats Preußen. Innerhalb des Vereins und seines Vorstandes gab es in den 1920er Jahren wegen der Ausstellungen mehrfach Streit zwischen den verschiedenen Flügeln, insbesondere zwischen den Vorstandsmitgliedern Bernhard Sopher und Adolf Uzarski einerseits, die Interessen der avantgardistischen, politisch links stehenden Künstlergruppe Das Junge Rheinland vertraten, und andererseits Fritz Roeber, dem Direktor der damals als konservativ geltenden Akademie.
Zu der ambitionierten Ausstellung GeSoLei, die 1926 eröffnet wurde, sollte das Ausstellungsgebäude des Vereins einen neuen städtebaulichen Rahmen erhalten und in ein weitläufiges Messegelände einbezogen werden. Die Planer um Wilhelm Kreis integrierten den Kunstpalast hierbei in den Ausstellungskomplex Ehrenhof, indem sie dem alten Ausstellungsgebäude – entsprechend der erwünschten architektonischen Einheitlichkeit der Gesamtanlage – in den Jahren 1924/1925 eine neue Fassade in den Formen des Backsteinexpressionismus vorblendeten. In diesem neuen Rahmen wurde 1927 eine Große Kunstausstellung unter der Schirmherrschaft des Reichspräsidenten Paul von Hindenburg ausgerichtet. 1928 fand die repräsentative Ausstellung Deutsche Kunst statt, organisiert von der Düsseldorfer Künstlerschaft und der Stadt Düsseldorf. 1932 veranstaltete der Verein zur Veranstaltung von Kunstausstellungen, damals geleitet von Erich von Perfall, die Ausstellung Düsseldorf-Münchener Kunst, die das Kunstschaffen zweier Kunstmetropolen der Weimarer Republik gegenüberstellte.
In der Zeit des Nationalsozialismus war der Kulturbetrieb „gleichgeschaltet“ und im Sinne der nationalsozialistischen Ideologie staatlich gelenkt, so dass der Verein keine unabhängigen Ausstellungen mehr veranstalten konnte. Die Ausstellung fand wohl 1937 letztmalig statt. Statt einer unabhängigen Ausstellung gab es beispielsweise die Ausstellung Entartete Kunst, die als Wanderausstellung des Reichsministeriums für Volksaufklärung und Propaganda 1938 auch in den Kunstpalast kam. 1937 wurde durch die Gesellschaft zur Förderung der Düsseldorfer bildenden Kunst, einer 1934 gegründeten neuen Ausstellungsgesellschaft, die Große Kunst-Ausstellung Düsseldorf – Nordwestdeutsche Kunst im Rahmen der Reichsausstellung Schaffendes Volk durchgeführt. Als „Kriegsausstellungen“ organisierte diese Gesellschaft auch mehrere Herbstausstellungen Düsseldorfer Künstler.
Nach dem Zweiten Weltkrieg, der zu einer Unterbrechung der Ausstellungsfolge geführt hatte, begann der Verein ab 1951 wieder damit, Kunstausstellungen zu organisieren, zunächst unter der Bezeichnung Weihnachtsausstellung bzw. Winterausstellung der Bildenden Künstler von Rheinland und Westfalen, ab 1978 wieder jährlich und unter der traditionellen Bezeichnung Große Kunstausstellung. Später wurde noch das Nordrhein-Westfalen-Kürzel NRW dem Namen angefügt. Ende der 1990er Jahre wurde der hinter der Ehrenhof-Fassade erhaltene Ausstellungspalast durch ein neues Ausstellungsgebäude nach Plänen von Oswald Mathias Ungers ersetzt. In dieser Zeit mussten die Ausstellungen in Räume der Messe Düsseldorf ausweichen.

## Bewerbung, Zulassung, Ausstellungsort, Kunsthandel, Kunstpreise, Begleitprogramm

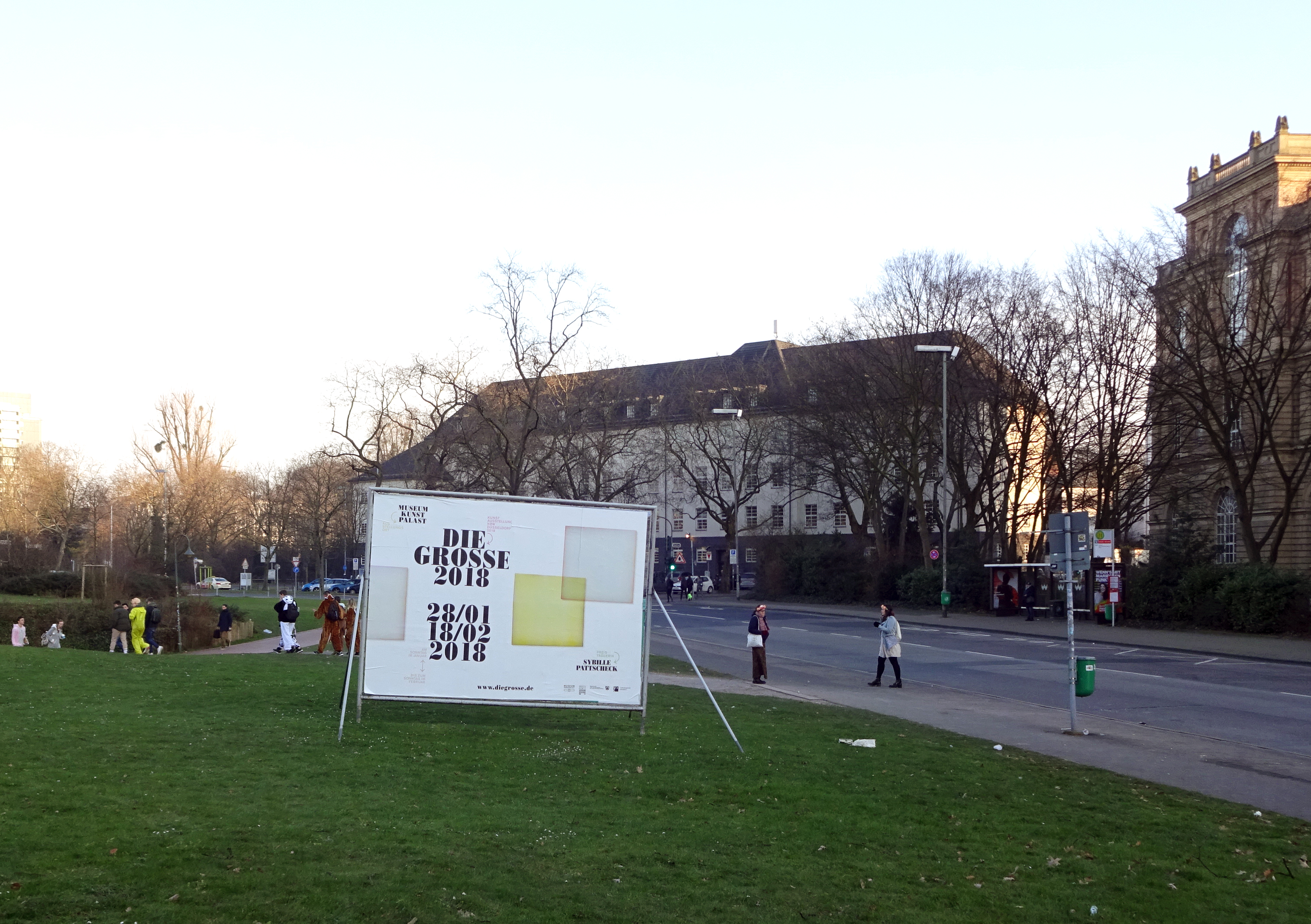
Die Grosse, Straßenplakatierung 2018

Zur Teilnahme an der Ausstellung können sich Künstler des In- und Auslandes bei dem Verein bewerben. Voraussetzungen sind ein Bezug zu NRW und die professionelle Verfolgung der künstlerischen Tätigkeit. Die Vorjury prüft sodann die Erfüllung der formalen Bewerbungsbedingungen und eine Fachjury entscheidet über mehrere Tage, welche Bewerber an der Ausstellung teilnehmen dürfen. Nach eigener Darstellung versucht der Verein, außerhalb von marktorientierten Trends renommierte und junge Künstler zu fördern und ihnen im Rahmen einer Gastausstellung eine Plattform zu bieten. Die Ausstellung zeigt Kunst aus folgenden Bereichen:
- Malerei
- Grafik, Foto, Video, Medienkunst
- Plastik, Objekt, Installation

Die Ausstellung findet jährlich im Museum Kunstpalast und im NRW-Forum statt. Sie gilt als günstige Gelegenheit, Bilder und Objekte außerhalb des Zwischenhandels der Galeristen zu erwerben. Zu den regelmäßigen Käufern gehören die Stadt Düsseldorf und das Land Nordrhein-Westfalen.
Im Rahmen der Veranstaltung werden seit 1975 der Kunstpreis der Künstler und ein Förderpreis vergeben. Seit 2022 wird außerdem ein Publikumspreis an einen Künstler verliehen, über den die Besucher während der Laufzeit abstimmen konnten.
Unter dem Titel Donnerhall wurde die Ausstellung bis 2022 an Donnerstagabenden durch Performances ergänzt. Diese Veranstaltungsreihe wurde durch Spezialführungen und -Kooperationen für und mit lokalen Institutionen und Vereinen an den Donnerstagabenden ersetzt. Ferner gibt es sonntägliche Matinée-Veranstaltungen und tägliche Führungen der Künstler. Nachdem Die Grosse im Winter 2018 zum 116. Mal stattgefunden hatte, fand die Ausstellung 2019 unter Einbeziehung der Außenflächen des Ehrenhofs im Sommer statt und wurde von drei auf sechs Wochen verlängert. Im Sommer 2020 fand Die Grosse nicht statt. Die durch die Jury ausgewählten Künstler stellten daher im Sommer 2021 aus.

## Kunstpreis der Künstler
Der Kunstpreis der Künstler ist ein Kunstpreis, der jährlich zur Großen Kunstausstellung NRW Düsseldorf an einen Künstler der bildenden Kunst vergeben wird. Die auszuzeichnende Person wird von dem Vorstand des VzVvK e. V. ausgesucht und nominiert. Die Jury wird vom Verein zur Veranstaltung von Kunstausstellungen e. V. aus Kunstsachverständigen zusammengesetzt.

### Kunstpreisträger
- 2015: Felix Droese
- 2016: Benjamin Katz
- 2017: Hermann Focke
- 2018: Sybille Pattscheck
- 2019: Boris Becker
- 2020/2021: Fritz Josef Haubner
- 2022: Norika Nienstedt
- 2023: Jan Kolata

## Förderpreis – Die Große Kunstausstellung NRW Düsseldorf
Der Förderpreis – Die Große Kunstausstellung NRW Düsseldorf ist ein Kunstpreis, der jährlich im Rahmen der Großen Kunstausstellung NRW Düsseldorf vergeben wird. Mit dem Preis werden junge bildende Künstler bis 35 Jahre ausgezeichnet, die durch besondere künstlerische Leistungen hervortreten und die durch z. B. Schaffensmittelpunkt oder Ausbildung mit dem Bundesland Nordrhein-Westfalen verbunden sind. Der auszuzeichnende Künstler wird aus den Bewerbern der jährlich stattfindenden Ausstellung von einer Jury ermittelt.
Mit dem seit 1985 verliehenen Förderpreis wurden folgende Künstler geehrt:

### Förderpreisträger
- 1985: Ulrich Westerfrölke
- 1986: Michael Heckert
- 1987: Konrad Hummel
- 1988: Heinz-Hermann Jurczek
- 1989: Udo Dziersk
- 1990: Peter Dittmer und Rainer Görß
- 1991: Evangelos Koukouwitakis
- 1992: Marzena Jagielo-Wasilewska
- 1993: Oliver Fromm
- 1994: E.P.J. Zwankman
- 1995: Dagmar Rauwald
- 1996: Judith Samen
- 1997: Elizabeth Weckes
- 1998: Thomas Wrede
- 1999: Asta Rakauskaite
- 2000: Christa von Seckendorff
- 2001: Tobias Gereon Gerstner
- 2002: Robin Merkisch
- 2008: Sala Lieber
- 2010: Flora Hitzing
- 2011: Clemens Botho Goldbach
- 2012: Nina Brauhauser
- 2013: Sebastian Kalitzki
- 2014: Evelina Velkaite
- 2015: David Pollmann
- 2016: Andrej Wilhelms
- 2017: Daniel Kuge
- 2018: Carmen Schaich
- 2019: Philipp Röcker
- 2020/2021: Liza Dieckwisch
- 2022: Emil Walde
- 2023: Lara Kaiser